# Sulphur Springs (Texas)
Pour les articles homonymes, voir Sulphur Springs (homonymie).
La ville américaine de Sulphur Springs est le siège du comté de Hopkins, dans l’État du Texas. Elle comptait 15 449 habitants lors du recensement de 2010.

## Personnalités liées à la ville
- Lawrence Brewer (1967-2011), suprématiste blanc et criminel américain
- Kaci Brown (1988-), chanteuse américaine

## Source
- (en) Cet article est partiellement ou en totalité issu de l’article de Wikipédia en anglais intitulé « Sulphur Springs, Texas » (voir la liste des auteurs).